# IC 1926
IC 1926 ist eine Galaxie vom Hubble-Typ S? im Sternbild Horologium am Südsternhimmel. Sie ist schätzungsweise 184 Millionen Lichtjahre von der Milchstraße entfernt und hat einen Durchmesser von etwa 30.000 Lj.

Im selben Himmelsareal befinden sich u. a. die Galaxien IC 1924, IC 1925, IC 1932, IC 1936.
Das Objekt wurde am 14. Oktober 1898 vom US-amerikanischen Astronomen DeLisle Stewart entdeckt.